# Атаєв Хасан
Хасан Атаєв (10 вересня 1939, кишлак Кунжі-Кала, тепер Бухарського району Бухарської області, Узбекистан) — радянський узбецький діяч, бригадир мулярів пересувної механізованої колони № 389 будівельного тресту № 163 міста Бухари Узбецької РСР. Член Центральної контрольної комісії КПРС у 1990—1991 роках.

## Життєпис
У 1959 році закінчив Бухарський сільськогосподарський технікум.
З 1959 по 1960 рік — муляр ремонтно-будівельної контори в місті Бухарі Узбецької РСР.
З 1960 по 1963 рік служив у Радянській армії.
З 1963 року — бригадир мулярів пересувної механізованої колони № 389 будівельного тресту № 163 міста Бухари Узбецької РСР.
Член КПРС з 1964 року.
У 1974 році закінчив Бухарський будівельний технікум.
Подальша доля невідома.